# 有色人种联盟
有色人种联盟（The League of Coloured Peoples，LCP）是英国的一個民权组织，由牙买加出生的医生和平權運動家哈罗德·穆迪于1931年在伦敦成立，其目标是在全世界实现种族平等。虽然该联盟的主要关注点是英国的黑人权利，但它也涉及其他民权问题，例如反对納粹德國对犹太人的迫害。1933年，有色人种联盟开始出版民权杂志《钥匙》，并成为一股强大的民权力量。1951年，該聯盟解散。